# Sport Club Internacional (Salvador)
Pour les articles homonymes, voir Sport Club Internacional (homonymie).
Le Sport Club Internacional est un club brésilien de football basé à Salvador dans l'État de Bahia.

## Palmarès
- Championnat de Bahia (1) :
  - Champion : 1914
  - Vice-champion : 1913